# Fungurume
Fungurume este un oraș în  provincia Katanga, Republica Democrată Congo. În 2012 avea o populație de 34 104 de locuitori, iar în 2004 avea 28 938.